# Yết Tây
Yết Tây (chữ Hán giản thể:揭西县) là một huyện thuộc địa cấp thị Yết Dương, tỉnh Quảng Đông, Cộng hòa Nhân dân Trung Hoa. Huyện này có diện tích 1.279 km², dân số 890.000 người. Mã số bưu chính là 515400. Huyện lỵ đóng tại nhai đạo.

## Phân chia hành chính
Về mặt hành chính, huyện này được chia thành 1 nhai đạo, 14 trấn, 3 hương.
- Nhai đạo Hà Bà
- Trấn: Hà Bà, Long Đàm, Nam Sơn, Hôi Trại, Tháp Đầu, Đông Viên, Phượng Giang, Miên Hồ, Kim Hòa, Đại Khê, Tiền Hàng, Bình Thượng, Ngũ Vân, Ngũ Kính Phú, Kinh Khê Viên.
- Hương: Lương Điền, Thượng Sa, Đại Dương.